# 火铺站
火铺站是位于贵州省六盘水市盘州市火铺镇的一个铁路车站，邮政编码561613。车站建于1974年，有盘西铁路经过该站，现仅办理货运业务，不办理客运业务，车站及其上下行区间均已电气化。车站距离沾益站85公里，隶属昆明铁路局曲靖车务段，是四等站。